# Crt0
crt0 (від англ. C runtime 0) — програмний код, що лінкується з програмою на мові програмування C, і виконує початкову ініціалізацію перед викликом функції main. Як правило це об'єктний модуль, що називається crt0.o, часто написаний на мові асемблера. Зазвичай автоматично включається лінкером до виконуваного файлу.
crt0 містить початкову функціональність бібліотеки середовища виконання, і напряму залежить від компілятора, операційної системи і реалізації стандартної бібліотеки мови C. На додачу до базової ініціалізації crt0 може виконувати додаткові функції, визначені програмістом, такі як виклик глобальних конструкторів C++ або функцій С, що містять атрибут ((constructor)) (специфічний для GCC).
Для спеціальних випадків можуть застосовуватися альтернативні версії crt0: наприклад, профілювальник gprof вимагає, щоб програми лінкувалися з модулем gcrt0.

## Приклад реалізації
Наступний асемблерний лістинг є простим прикладом crt0 для Linux x86-64.
```
bits
 
64

section
 
.text

global
 
_start

extern
 
main
,
 
_exit

;

; Точка входу, відома компонувальнику

;

_start:

    
xor
  
ebp
,
  
ebp
            
; очистити EBP (позначає кінець stack frames)

    
mov
  
edi
,
 
[
rsp
]
           
; завантажити argc зі стеку (неявно розширити нулями до 64 розрядів)

    
lea
  
rsi
,
 
[
rsp
+
8
]
         
; завантажити у RSI адресу argv зі стеку

    
lea
  
rdx
,
 
[
rsp
+
16
+
rdi
*
8
]
  
; завантажити у RDX адресу envp зі стеку

    
xor
  
eax
,
 
eax
             
; для ABI і сумісності з icc

    
call
 
main
                 
; EDI, RSI та RDX — три параметри функції main (перші два є стандартом мови C)

    
mov
  
edi
,
 
eax
             
; код закінчення у EDI (перший аргумент для _exit)

    
xor
  
eax
,
 
eax
             
; для ABI і сумісності з  icc

    
call
 
_exit
                
; завершити програму

```